# Guanshan (köpinghuvudort i Kina, Hubei Sheng, lat 32,37, long 110,86)
Guanshan (kinesiska: 官山, 官山镇) är en köpinghuvudort i Kina. Den ligger i provinsen Hubei, i den centrala delen av landet, omkring 380 kilometer nordväst om provinshuvudstaden Wuhan. Antalet invånare är 10 693. Befolkningen består av 4 388 kvinnor och 6 305 män. Barn under 15 år utgör 11,0 %, vuxna 15-64 år 77 %, och äldre över 65 år 10,0 %.
Runt Guanshan är det ganska tätbefolkat, med 104 invånare per kvadratkilometer. Guanshan är det största samhället i trakten. I omgivningarna runt Guanshan växer i huvudsak blandskog.
Genomsnittlig årsnederbörd är 1 045 millimeter. Den regnigaste månaden är augusti, med i genomsnitt 198 mm nederbörd, och den torraste är december, med 8 mm nederbörd.